# Morata de Tajuña
Morata de Tajuña – miasto w Hiszpanii we wspólnocie autonomicznej Madryt położone w dolnym biegu rzeki Tajuña. Leży w odległości 63 km od Madrytu.